# Afroaltica subaptera
Afroaltica subaptera es un coleóptero de la familia Chrysomelidae.
Fue descrita científicamente por primera vez en 2007 por Biondi & D'Alessandro.